# Holden EH
De Holden EH was de achtste serie van het Australische automerk Holden. Op 18 productiemaanden werden meer dan 250.000 exemplaren gebouwd, waarmee dit de snelst verkopende Australische auto uit de geschiedenis is. De EH was een facelift van de eveneens populaire Holden EJ-serie. Met de EH-serie introduceerde Holden ook voor het eerst een nieuwe motor.

## Geschiedenis
De voornaamste wijziging ten opzichte van de EJ-serie was de volledig nieuwe motor. Net als de oude Grey Engine was deze nieuwe Red Engine een zescilinder in lijn. Hij kwam er in drie versies: een 2,45 l en een 2,95 l waarvan de eerste met lage en hoge compressie beschikbaar was. Verder waren ook de lijnen van de EH licht veranderd waardoor hij er langer en moderner uitzag.
De meeste EH's werden gebouwd als een Special-model. Vlak na de introductie werd ook een speciale S4 Special Sedan uitgebracht. Deze sportieve versie van de Special kwam standaard met de 2,95 l motor en was het enige model dat die motor met de manuele driebak combineerde. Van dit model werden slechts 120 exemplaren geproduceerd die meer voor de racerij bestemd waren. Ondanks het beperkte succes daarin is deze S4 toch een van de meest gezochte klassieke Holdens.

## Modellen
- Aug 1963: (EH 215) Holden Standard Sedan
- Aug 1963: (EH 225) Holden Special Sedan
- Aug 1963: (EH 235) Holden Premier Sedan
- Aug 1963: (EH 219) Holden Standard Station Sedan
- Aug 1963: (EH 229) Holden Special Station Sedan
- Aug 1963: (EH 239) Holden Premier Station Sedan
- Aug 1963: (EH 2106) Holden Utility
- Aug 1963: (EH 2104) Holden Panel Van
- Sep 1963: (EH 225) Holden S4 Special Sedan